# Smolař (film, 1957)
Smolař je francouzská černobílá komedie uvedená do kin v roce 1957. Hlavní roli ztvárnil francouzský komik Louis de Funès, který byl za výkon oceněn Velkou cenou smíchu. 